# Comité ¡Eureka!
El Comité ¡Eureka! es una organización de madres y familiares de desaparecidos nacida en México, a raíz de la persecución y detención ilegal de militantes de movimientos políticos, armados y sociales que se encontraban en oposición al gobierno priista en las décadas de 1970 a 1980. Fundado en 1977 con el nombre de Comité Pro-Defensa de Presos Perseguidos, Desaparecidos y Exiliados Políticos de México por Rosario Ibarra de Piedra —madre de Jesús Piedra Ibarra, integrante de la Liga Comunista 23 de Septiembre y secuestrado por miembros de la Dirección Federal de Seguridad en Monterrey (Nuevo León)—, el Comité Eureka se planteó en un principio lograr la presentación de los desaparecidos por parte del Estado mexicano, aunque con el paso de los años, han llegado a demandar la indagación de los crímenes cometidos por el gobierno mexicano contra los opositores.
Uno de los principales señalados por el Comité ¡Eureka! como responsable de la desaparición forzada de opositores en México es el expresidente Luis Echeverría Álvarez. A pesar de que Luis Echeverría fue procesado judicialmente por sus responsabilidades durante el terrorismo de Estado, y acusado de genocidio por la matanza estudiantil de Tlatelolco, perpetrada en 1968, fue exonerado en 2009. Durante el proceso había tenido el beneficio de arresto domiciliario.
Desde la fundación del Comité, se ha logrado la presentación con vida de 148 personas desaparecidas. 
El Comité ¡Eureka! también ha participado al lado de movimientos sociales importantes en los últimos años en México, como el levantamiento zapatista del EZLN, las manifestaciones populares de la APPO en Oaxaca, y la Convención Nacional Democrática encabezada por Andrés Manuel López Obrador. La dirigente de la organización, Rosario Ibarra de Piedra, fue elegida al Senado de la República en 2006.